# Laurentius Lindemann
Laurentius Lindemann, auch Lorenz Lindemann (* 17. September 1520 in Leipzig; † 13. November 1585 in Großsedlitz), war ein deutscher Rechtswissenschaftler und sächsischer Staatsmann.

## Leben
Laurentius war der Sohn des späteren Wittenberger Professors Caspar Lindemann und dessen Frau Margarethe Thümmel. Im Wintersemester 1532/33 wurde er an der Universität Wittenberg immatrikuliert. Seine Ausbildung setzte er im Wintersemester 1535 an der Universität Leipzig fort und avancierte im Januar 1538 in Wittenberg zum Magister der philosophischen Wissenschaften. Danach verfolgte er juristische Studien, wobei hier vor allem Hieronymus Schurff sein prägender Lehrer wurde. Diesem folgte er 1547 an die Universität Frankfurt/Oder, wo er im selben Jahr zum Doktor der Rechte promovierte. Kurz darauf zog er an die Universität Greifswald, wo er Professor des römischen Rechts, zugleich Rat des Herzogs Philipp von Pommern wurde und 1548 Rektor der Hochschule. Am 10. Januar 1549 erhielt Lindemann eine Substitutsprofessur für Kirchenrecht an der Universität Wittenberg. Im Folgejahr wurde er ordentlicher Professor, war im Wintersemester 1550/51 Dekan der juristischen Fakultät, im Sommersemester 1552 war er ganzjährig Rektor der Alma Mater und stieg bis 1555 in die erste juristische Professur in Wittenberg auf.
Bereits am 7. Januar 1554 wurde er kursächsischer Rat in Dresden und beteiligte sich als Abgesandter Sachsens in verschiedenen politisch rechtlichen Missionen. 1558 wurde er sächsischer Hofrat und Vizekanzler des sächsischen Kurfürsten August. Die staatsgeschäftliche Beanspruchung bewirkte, dass er sich 1561 mit Erlaubnis des Kurfürsten eine Substituten für den Vorlesungsbetrieb an der Wittenberger Hochschule erwählen konnte. Dieser wurde Justus Jonas der Jüngere. Als führender Repräsentant der sächsischen Hochschule wurde er immer mehr in sächsische Staatsgeschäfte involviert, so dass er schließlich 1562 völlig am Hof in Dresden tätig war. 1563 wurde Lindemann in den Adelsstand erhoben und war für seinen Kurfürsten als Gesandter auf mehreren Reichs-, sächsischen Landes- und Kreistagen aktiv. 1574 beteiligte er sich an den schwierigen Verhandlungen mit der Wittenberger Universität über Abweichungen von der reinen Lehre Martin Luthers. Nach dem Tod seines einstigen Mitstreiters Georg Cracow wurde Lindemann 1576 als Landrat aus sächsischen Hofdiensten abgeschoben. In dieser Eigenschaft ist er abermals bei mehreren sächsischen Landtagen zu finden.